# مقتل كمال عماري
قضية مقتل كمال عماري، هي قضية متعلقة بوفاة الشاب المغربي كمال عماري (1981 - 2 يونيو 2011)، وذلك بعد خروجه في مسيرة مع حركة 20 فبراير بمدينة آسفي بالمغرب فيما يشتبه أنه تعرض للتعنيف من طرف قوات الأمن. لا زالت القضية مفتوحة، ولم تُنشر نتائج التحقيق حولها حتى الآن.

## الحادث
لقيت قضية وفاة كمال عماري تفاعلا حقوقيا كبيرا، حيث صرح مختلف الحقوقيين تورّط أجهزة الأمن في مقتل الشاب، حيث صدرت تقارير تُؤكد الاعتداء العنيف الذي تعرض له عماري من طرف رجال السلطة.
تعود تفاصيل الأحداث إلى 29 مايو 2011، خلال حضور عماري لإحدى مسيرات حركة 20 فبراير، قبل أن يعتدي عليه سبعة من أفراد الأمن أمام أعين المارة بالهراوات في مختلف أطراف جسمه (على مستوى الرأس والرجل والوجه والصدر) إلى أن خارت قُواه، وفقد الوعي، ليفارق الحياة بعدها يوم الخميس 02 يونيو 2011 بمستشفى محمد الخامس بمدينة أسفي، متأثرا بجراحه.
رسميا، لم تتم إدانة أي طرف أو معاقبة أي شخص حول وفاة كمال عماري، وأعلنت السلطات الرسمية المغرببة أن الوفاة كانت نتيجة سكتة قلبية وأنه كان مريضا في الرئة، وهو ما قامت عائلته ومتابعو الملف بنفيه. في مارس 2016، أعلن القضاء رسميًا أنه لم تُسجل أي متابعة في حق أي من الأطراف بقرار من قاضي التحقيق، وهو القرار الذي أيدته محكمة الاستئناف في يونيو من نفس السنة.

## التحقيق في الوفاة
بعد وفاة كمال عماري، نفت السلطات المحلية بآسفي أن كمال عماري توفي بسبب جروح أصيب بها خلال مظاهرة نظمت بالمدينة، واعتبرت ذلك مجرد مزاعم لا أساس لها من الصحة. بدل ذلك، أكدت السلطات أن عماري توفي إثر نوبة قلبية وتوقف في عملية التنفس، ناتجين عن مرض رئوي كان يعاني منه. نفت عائلة عماري هذه الأخبار، مؤكدة أنه كان بصحة جيدة قبل تعرضه للضرب.
خلال الأيام التابعة للوفاة، أمر الوكيل العام للملك لدى محكمة الاستئناف بآسفي بفتح تحقيق، وحدد تشريح جثة الهالك من قبل أطباء شرعيين من خارج إقليم آسفي لتحديد الظروف الحقيقية للوفاة، كما أعلن المجلس الوطني لحقوق الإنسان أنه قرر إيفاد لجنة للتحري والتحقيق في واقعة وفاة كمال عماري بمستشفى محمد الخامس بآسفي، موضحا أن ذلك يندرج في «إطار ممارسته لاختصاصاته وللمهام الموكولة إليه بموجب مقتضيات الظهير المحدث له». لم تُنشر أي نتائج لهذه التحقيقات والتحريات.

## التبعات
سنة 2014، احتج أعضاء من جماعة العدل والإحسان وجمعية عائلة وأصدقاء كمال عماري أمام البرلمان، في وقفة بمناسبة الذكرى الثالثة لمقتله، حيث رفعت شعارات مناهضة «للمخزن»، وطالب فيها أعضاء الجماعة بالكشف عن حقيقة مقتله وإنصاف عائلته وجبر ضررها. نشرت الجماعة بيانا حول الموضوع ذكرت فيه أن «أيادي الغدر المخزنية لم تكتف بالقتل ومحاولة إخفاء المعالم، بل امتدت للتقارير والدلائل الحقوقية مُخفية إياها بالمكاتب المظلمة مانعة حق العائلة والدفاع وكل الشعب المغربي في الاطلاع على التقرير الطبي وتقرير المجلس الوطني لحقوق الإنسان، وهذا يُفنّد وبالملموس شعارات حقوق الإنسان وتحكيم القانون وضمان الحقوق ويؤكد أن دار المخزن ما زالت على حالها بل تطورت الأساليب نحو فساد واستبداد أكبر».
سنة 2016، احتج من جديد أعضاء من جماعة العدل والإحسان وجمعية عائلة وأصدقاء كمال عماري أمام البرلمان بمناسبة الذكرى الخامسة لمقتله، ورفعوا شعارات مطالبة بالكشف عن حقيقة وفاته، من أجل تسليط الضوء على الملف.

## وصلات خارجية
- فيديو وثائقي حول قصة وفاة كمال عماري - لكم